# Laurel und Hardy: Leichte Beute
Leichte Beute (Originaltitel: Duck Soup) ist eine Kurzfilmkomödie aus dem Jahre 1927 mit Stan Laurel und Oliver Hardy in den Hauptrollen. Die Uraufführung fand am 13. März 1927 statt. Der Film stellte die zweite Zusammenarbeit des späteren Duos Laurel und Hardy dar.

## Handlung
James Hives und Marmaduke Maltravers sind Landstreicher. Durch einen Zeitungsartikel wird bekanntgegeben, dass alle Landstreicher vom örtlichen Sheriff für eine Waldbrand-Bekämpfung rekrutiert werden. Um dieser Arbeit zu entgehen, fliehen die beiden mit einem gestohlenen Fahrrad und verstecken sich im Haus eines reichen Obersts, der gerade auf dem Weg auf eine Safari ist und sein Dienstpersonal beauftragt hat, sein Haus für die Zeit seiner Abwesenheit an Dritte zu vermieten. Dieses möchte sich aber vorerst ein schönes Wochenende bereiten und lässt das Haus vorerst leerstehen, mit Anmerkung an der Haustür. So haben Hives und Maltravers freie Bahn und können es sich im Haus des Obersts gut gehen lassen. Allerdings kommen schon bald Interessenten an und finden keine Notiz an der Haustür vor, da diese davor von Hives abgenommen wurde. Die beiden Landstreicher beschließen, sich als Oberst und Dienstmädchen auszugeben um der Situation gerecht zu werden. Dies klappt vorerst gut, bis der richtige Oberst zurückkehrt, um vergessene Utensilien zu holen. Dieser ist wutentbrannt über das Schauspiel und zückt seine Waffe um die Fremden damit aus seinem Haus zu vertreiben. Letztendlich bleibt es Hives und Maltravers nicht erspart, bei schwülem Wetter die Waldbrände zu löschen.

## Hintergrund
Duck Soup entstand zwischen 20. September und 2. Oktober 1926 und wurde unter anderem an der Ecke Culver Boulevard und Main Street in Los Angeles, Kalifornien gedreht. Dem Film liegt der Sketch Home from the Honeymoon von Arthur J. Jefferson, Stan Laurels Vater, zugrunde. Selbiger Sketch diente 1930 auch als Grundlage für den Laurel-und-Hardy-Tonfilm Another Fine Mess. Duck Soup stellt in der Geschichte des Duos insofern eine Besonderheit dar, dass sie zum ersten Mal als Team in einem Film auftreten. 
In Deutschland wurde der Kurzfilm nie im Kino aufgeführt und erst einmal als Ausschnitt im Fernsehen gezeigt. Er erschien erstmals 1995 auf einem deutschen Videofilm. Dies dürfte darin zu begründen sein, dass der Zweiakter bereits kurz nach seiner Erstaufführung verschwand und erst 1974 in Europa wiederentdeckt wurde. Es stellte eine große Schwierigkeit dar, die aufgetauchten Filmrollen zu restaurieren, unter anderem mussten die Vorspanne sowie die Zwischentitel teilweise neu entworfen werden. Dies betraf aber nicht lediglich Duck Soup, sondern eine Reihe von anderen Filmen Laurel und Hardys aus den 1920er-Jahren.